# Teniodonte
Teniodontele (Taeniodonta) este un subordin dispărut de mamifere terestre euteriene patrupede care au trăit în paleocen și eocen în America de Nord și care derivă, probabil, din insectivore primitive (protoinsectivore). Teniodontele n-au lăsat urmași și au multe caractere care le-ar apropia și de edentate. Înrudirile lor sunt greu de stabilit, deoarece de la ele nu s-a păstrat decât scheletul capului și în puține cazuri și cel al autopodului; se cunosc puține schelete în întregime. 
Caracterul lor cel mai important o formează dentiția lor primitivă; caninii erau mari și ascuțiți, iar măselele hipselodonte - premolarii și molarii nu erau diferențiați prea mult între ei și erau trituberculați, cu vârfurile ascuțite. Membrele erau terminate cu cinci degete prevăzute cu gheare, care serveau la săpat și scormonit.
Cele nouă genuri cunoscute de teniodonte  sunt clasificate în două familii: 
- Conorictide (Conoryctidae) omnivore, relativ primitive, cu dimensiuni medii (5–15 kg),  (Schochia, Onychodectes și Conoryctella, din paleocenul inferior, Huerfanodon și Conoryctes, din paleocenul mijlociu).
- Stilinodontide (Stylinodontidae) mai avansate și mai mari (15-110 kg) (Wortmania, din paleocenul inferior, Psittacotherium, din paleocenul mijlociu; Ectoganus, din paleocenul superior și eocenul inferior și Stylinodon, din eocenul mijlociu).